# Uziah Thompson
Pour les articles homonymes, voir Thompson.
Uziah "Sticky" Thompson, né le 1er août 1936 à Mannings Mountain en Jamaïque et mort le 25 août 2014 à Miami en Floride, est un percussionniste jamaïcain. Actif depuis le début des années 1950, il est connu pour ses nombreuses participations sur des albums de reggae aux côtés de chanteurs renommés tels que Dennis Brown, Burning Spear, Alton Ellis, Serge Gainsbourg et Bunny Wailer

## Biographie
Fils d'une famille de cinq enfants issue d'un milieu rural et défavorisé de Mannings Montain, il déménage à Kingston, âgé de 15 ans, avec l'intention de gagner sa vie. Il décroche son premier emploi à la suite d'une rencontre avec Clement "Coxsone" Dodd qui lui propose de l'assister pour faire tourner son sound system au sein de Studio One dont il est le fondateur. Fort de sa maîtrise du system, Thompson exerce la profession de deejay sous le pseudonyme de Cool Sticky. Il travaille notamment sur des chansons comme Guns of Navarone, composée par The Skatalites, alors que ses débuts comme percussionniste démarrent sur le titre Little Did You Know du groupe The Techniques.
Lors de sa collaboration avec Dodd, Uziah Thompson se lie d'amitié avec le producteur Lee Perry pour qui il fournit ses compétences de deejay, puis avec Joe Gibbs au début des années 1960, sur des titres comme Train to Soulsville.
Il n'est reconnu pour ses compétences de percussionniste qu'en 1970, lors d'une performance pour The Wailers et devient rapidement l'un des meilleurs percussionnistes jamaïcains. Au milieu des années 1970, il entame une collaboration avec The Revolutionaries, aux côtés du batteur Sly Dunbar et du bassiste Robbie Shakespeare. À la suite de ces expériences, il participe à des sessions d'enregistrement pour Big Youth, Dennis Brown, The Congos, Culture, Peter Tosh, Burning Spear et The Wailing Souls. Dans les années 1980, il devient un membre régulier de Black Uhuru, notamment pour les albums Sinsemilla, Red, Chill Out, et Dub Factor. Il joue les percussions sur l'album reggae " aux armes et caetera " de Serge Gainsbourg, auprès de Sly & Robbie. 
Outre Black Uhuru, Uziah Thompson apparaît en tournée avec Jimmy Cliff, Ziggy Marley & The Melody Makers.
Il meurt d'une crise cardiaque à son domicile de Miami le 25 août 2014, âgé de 78 ans. Marié, il était père de cinq enfants.